# گروه کوستین
گروه کوستین (انگلیسی: Costain Group) شرکت ساخت‌وساز بریتانیایی است، که در سال ۱۸۶۵ تأسیس شد.